# 29 tháng 3
Ngày 29 tháng 3 là ngày thứ 88 trong mỗi năm thường (ngày thứ 89 trong mỗi năm nhuận). Còn 277 ngày nữa trong năm.

## Sự kiện

### Trong Nước
- 1945 – Toàn quyền Nhật ở Đông Dương ra nghị định áp đặt việc toàn cõi Đông Dương thực hiện tính giờ theo múi thứ 9 (Múi giờ mà Nhật Bản thực hiện). Theo đây thời gian được tính ở Đông Dương sẽ nhanh lên 120 phút.
- 1973
  - Chiến tranh Việt Nam: Lính Mỹ cuối cùng rời khỏi Việt Nam.
  - Tổng thống Việt Nam Cộng hòa Nguyễn Văn Thiệu ký Sắc Lệnh số 264-TT/SL thành lập Viện Đại học Bách khoa Thủ Đức.
- 1975 – Chiến dịch Mùa Xuân 1975: Quân đội Nhân dân Việt Nam tiến vào Đà Nẵng, Chiến dịch Huế - Đà Nẵng kết thúc.

### Quốc Tế
- 57 – Hoàng thái tử Lưu Trang đăng cơ làm hoàng đế thứ hai của triều Đông Hán, tức Hán Minh Đế.
- 1792 – Gustav III, vua của Thuỵ Điển, bị nhiễm bệnh và qua đời sau khi bị ám sát vào ngày 16 tháng 3.
- 1798 – Nước Cộng hòa Thụy Sĩ được thành lập.
- 1807 – Tiểu hành tinh 4 Vesta được tìm ra gần quỹ đạo của Sao Mộc.
- 1809 – Riksdag Estates của Phần Lan cam kết trung thành với Aleksandr I của Nga, bắt đầu quá trình ly khai của Đại công quốc Phần Lan khỏi Thụy Điển.
- 1849 – Anh sáp nhập miền Punjab.
- 1853 – Manchester được ban tư cách thành phố, đây là thành phố công nghiệp đầu tiên trên thế giới, và trung tâm của vùng đô thị lớn thứ nhì tại Anh.
- 1867 – Nữ hoàng Victoria ký Đạo luật Anh về châu Bắc Mỹ, lập Nước tự trị Canada bắt đầu ngày 1 tháng 7.
- 1971 – Tàn sát ở làng Mỹ Lai: Trung uý William Calley bị tuyên bố phạm tội giết người có tính toán và bị kết án tù chung thân.
- 1972 – Máy bay AC-130 đã bị bắn rơi trong một phi vụ ban đêm bởi tên lửa đất đối không vác vai SAM-7 ở gần Tchepone.
- 1974 – Các nông dân tại Lâm Đồng, Tây An, Trung Quốc, phát hiện ra Đội quân đất nung (hình) được tùy táng cùng Tần Thủy Hoàng.
- 1976 – Bay trên tổ chim cúc cu của đạo diễn Tomáš Forman trở thành phim thứ hai giành được cả năm giải Oscar chính trong một lễ trao giải Oscar.
- 1981 – Marathon Luân Đôn, một trong những cuộc thi chạy việt dã lớn nhất thế giới, diễn ra lần đầu tiên tại Luân Đôn.
- 1990 – Cộng hòa Xã hội chủ nghĩa Tiệp Khắc đổi tên thành Cộng hòa Liên bang Tiệp Khắc.
- 2021 – Tổ chức Thương mại Thế giới (WTO) đối thoại về ô nhiễm rác thải nhựa và hoạt động thương mại đồ nhựa bền vững thân thiện với môi trường.
- 2010 – Các phần tử ly khai Chechnya tiến hành hai vụ đánh bom nhằm vào hệ thống tàu điện ngầm Moskva tại Nga, khiến 40 người thiệt mạng.

## Sinh

### Việt Nam
- 1918 – Lê Văn Thiêm, nhà toán học Việt Nam (m. 1991)
- 1989 – Tâm Tít, ca sĩ, diễn viên, người mẫu ảnh người Việt Nam

### Các quốc gia khác
- 1602 – John Lightfoot, giáo sĩ người Anh (m. 1675)
- 1681 – Ái Tân Giác La Dận Tự (hoàng tử thứ 8 của Khang Hi Đế) (m. 1726)
- 1713 – John Ponsonby, chính khách người Ireland (m. 1789)
- 1769 – Nicolas Jean de Dieu Soult, Marshal người Pháp (m. 1851)
- 1790 – John Tyler, tổng thống Mỹ thứ 10 (m. 1862)
- 1824 – Ludwig Büchner, nhà triết học, thầy thuốc người Đức (m. 1899)
- 1826 – Wilhelm Liebknecht, nhà báo, chính khách người Đức (m. 1900)
- 1867 – Cy Young, vận động viên bóng chày người Mỹ (m. 1955)
- 1873 – Tullio Levi-Civita, nhà toán học người Ý (m. 1941)
- 1888 – Enea Bossi, kĩ sư, hàng không người đi đầu trong lĩnh vực người Ý (m. 1963)
- 1889 – Warner Baxter, diễn viên người Mỹ (m. 1951)
- 1891 – Yvan Goll, nhà văn người Pháp (m. 1950)
- 1892 – József Cardinal Mindszenty, hồng y giáo chủ thiên chúa người Hungary (m. 1975)
- 1895 – Ernst Jünger, tác gia người Đức (m. 1998)
- 1899 – Lavrenty Beria, nhà cộng sản lãnh tụ người Liên Xô (m. 1953)
- 1900 – Bill Aston, người đua xe người Anh (m. 1974)
- 1901 – Andrija Maurovic, người minh họa người Croatia (m. 1981)
- 1902 – Marcel Aymé, nhà văn người Pháp (m. 1967)
- 1902 – William Walton, nhà soạn nhạc người Anh (m. 1983)
- 1905 – Philip Ahn, diễn viên người Mỹ (m. 1978)
- 1907 – "Braguinha", người sáng tác bài hát người Brasil (m. 2006)
- 1908
  - Arthur O'Connell, diễn viên người Mỹ (m. 1981)
  - Dennis O'Keefe, diễn viên người Mỹ (m. 1968)
- 1911 – Brigitte Horney, nữ diễn viên người Đức (m. 1988)
- 1913
  - Tony Zale, võ sĩ quyền Anh người Mỹ (m. 1997)
  - R. S. Thomas, nhà thơ Wales (m. 2000)
- 1914 – Phil Foster, diễn viên người Mỹ (m. 1985)
- 1916 – Eugene McCarthy, chính khách người Mỹ (m. 2005)
- 1918
  - Pearl Bailey, ca sĩ, nữ diễn viên người Mỹ (m. 1990)
  - Sam Walton, doanh nhân người Mỹ (m. 1992)
- 1919 – Eileen Heckart, nữ diễn viên người Mỹ (m. 2001)
- 1929
  - Lennart Meri, tổng thống Estonia (m. 2006)
  - Richard Lewontin, nhà sinh vật học người Mỹ
  - Utpal Dutt, diễn viên Ấn Độ (m. 1993)
- 1931
  - Aleksei Gubarev, nhà du hành vũ trụ người Liên Xô
  - Norman Tebbit, chính khách người Anh
- 1933 – Jacques Brault, nhà thơ người Pháp
- 1934 – Paul Crouch, televangelist người Mỹ
- 1936
  - Judith Guest, tác gia người Mỹ
  - Mogens Camre, chính khách người Đan Mạch
- 1939 – Terence Hill, diễn viên người Ý
- 1940
  - Ray Davis, nhạc sĩ người Mỹ (m. 2005)
  - Astrud Gilberto, ca sĩ người Brasil
- 1941 – Eden Kane, ca sĩ người Anh
- 1943
  - Eric Idle, diễn viên, nhà văn, nhà soạn nhạc người Anh
  - Sir John Major, thủ tướng Anh
  - Vangelis, nhạc sĩ, nhà soạn nhạc người Hy Lạp
- 1944
  - Terry Jacks, nhạc sĩ, người sáng tác bài hát, nhà hoạt động người Canada
  - Denny McLain, vận động viên bóng chày người Mỹ
- 1945 – Walt Frazier, cầu thủ bóng rổ người Mỹ
- 1946 – Billy Thorpe, ca sĩ người Úc (m. 2007)
- 1947 – Bobby Kimball, ca sĩ người Mỹ
- 1948 – Bud Cort, diễn viên người Mỹ
- 1949
  - Keith Simpson, chính khách người Anh
  - Michael Brecker, nhạc Jazz nhạc công saxophon người Mỹ (m. 2007)
  - John Arthur Spenkelink, kẻ giết người người Mỹ (m. 1979)
- 1952 – Teófilo Stevenson, võ sĩ quyền Anh Cuba
- 1954 – Dianne Kay, nữ diễn viên người Mỹ
- 1955
  - Earl Campbell, cầu thủ bóng đá người Mỹ
  - Brendan Gleeson, diễn viên người Ireland
  - Christopher Lawford, diễn viên người Ireland
  - Marina Sirtis, nữ diễn viên người Anh
- 1956
  - Patty Donahue, ca sĩ người Mỹ (m. 1996)
  - Stephen Cole, nhà báo người Anh
  - Kurt Thomas, vận động viên thể dục người Mỹ
- 1957 – Christopher Lambert, diễn viên người Pháp
- 1958 – Victor Salva, đạo diễn phim người Mỹ
- 1959
  - Perry Farrell, nhạc sĩ người Mỹ
  - Brad McCrimmon, vận động viên khúc côn cầu trên băng người Canada
- 1961
  - Mike Kingery, vận động viên bóng chày người Mỹ
  - Amy Sedaris, nữ diễn viên, diễn viên hài người Mỹ
  - Gary Brabham, người đua xe người Úc
- 1964 – Elle Macpherson, người mẫu, người Úc
- 1965
  - William Oefelein, nhà du hành vũ trụ người Mỹ
  - Voula Patoulidou, vận động viên người Hy Lạp
  - Emilios T. Harlaftis, nhà vật lý thiên văn người Hy Lạp (m. 2005)
- 1967
  - Brian Jordan, vận động viên bóng chày người Mỹ
  - John Popper, nhạc sĩ người Mỹ
- 1968
  - Sue Foley, ca sĩ, nghệ sĩ đàn ghita người Canada
  - Lucy Lawless, nữ diễn viên, ca sĩ người New Zealand
- 1972
  - Rui Costa, cầu thủ bóng đá người Bồ Đào Nha
  - Junichi Suwabe, diễn viên lồng tiếng người Nhật Bản
- 1973 – Marc Overmars, cầu thủ bóng đá người Hà Lan
- 1974
  - Kristoffer Cusick, diễn viên người Mỹ
  - Marc Gené, người lái xe đua người Tây Ban Nha
- 1976
  - Igor Astarloa, vận động viên xe đạp người Tây Ban Nha
  - Jennifer Capriati, vận động viên quần vợt người Mỹ
- 1978 – Michael Kaczurak, ca sĩ, diễn viên người Mỹ
- 1979 – Park Si Yeon, hoa hậu và diễn viên người Hàn Quốc
- 1980
  - Kim Tae-hee, nữ diễn viên người Hàn Quốc
  - Prince Hamzah bin Al Hussein, Jordan
  - Amy Mathews, nữ diễn viên người Úc
- 1981 – Megan Hilty, nữ diễn viên người Mỹ
- 1982 – Hideaki Takizawa, nghệ sĩ người Nhật Bản
- 1983 – Luiza Sá, nhạc sĩ người Brasil
- 1986 – Sylvan Ebanks-Blake, cầu thủ bóng đá người Anh
- 1987 – Dimitri Payet, cầu thủ bóng đá người Pháp
- 1991
  - N'Golo Kante, cầu thủ bóng đá người Pháp
  - Fabio Borini, cầu thủ bóng đá người Ý
  - Irene, ca sĩ - diễn viên, thành viên nhóm nhạc Hàn Quốc Red Velvet
- 1992 – Jo Woori, diễn viên Hàn Quốc
- 1993 – Thorgan Hazard, cầu thủ bóng đá người Bỉ
- 1994
  - Sulli Choi, ca sĩ - diễn viên Hàn Quốc
  - One (rapper), rapper - diễn viên Hàn Quốc

## Mất

### Việt Nam
- 1975 – Nguyễn Văn Điềm, Chuẩn tướng Quân lực Việt Nam Cộng hòa (s. 1930)
- 2022 – Lê Hoà Bình, chính trị gia người Việt Nam (s. 1970)

### Các quốc gia khác
- 57 – Hán Quang Vũ Đế, hoàng đế đầu tiên của nhà Đông Hán.
- 1368 – Emperor Go-murakami, hoàng đế người Nhật Bản (s. 1328)
- 1578
  - Arthur Champernowne, đô đốc người Anh (s. 1524)
  - Louis I, giáo chủ hồng y người Pháp (s. 1527)
- 1625 – Antonio de Herrera y Tordesillas, sử gia người Tây Ban Nha (s. 1549)
- 1629 – Jacob de Gheyn II, nghệ sĩ người Đức (s. 1565)
- 1772 – Emanuel Swedenborg, nhà triết học, nhà toán học người Thụy Điển (s. 1688)
- 1803 – Gottfried van Swieten, nhà soạn nhạc người Đức (s. 1733)
- 1826 – Johann Heinrich Voß, nhà thơ người Đức (s. 1751)
- 1848 – John Jacob Astor, doanh nhân người Mỹ (s. 1763)
- 1873 – Francesco Zantedeschi, nhà vật lý người Ý (s. 1797)
- 1888 – Charles-Valentin Alkan, nhà soạn nhạc người Pháp (s. 1813)
- 1906 – Slava Raskaj, họa sĩ người Croatia (s. 1878)
- 1924 – Charles Villiers Stanford, nhà soạn nhạc người Ireland (s. 1852)
- 1937 – Karol Szymanowski, nhà soạn nhạc người Ba Lan (s. 1882)
- 1948 – Olev Siinmaa, kiến trúc sư người Estonia (s. 1881)
- 1957 – Joyce Cary, tác gia người Ireland (s. 1888)
- 1959 – Barthelemy Boganda, tổng thống Trung Phi đầu tiên (s. 1910)
- 1970 – Anna Louise Strong, nhà cộng sản nhà báo người Mỹ (s. 1885)
- 1971 – Dhirendranath Datta, chính khách người Bangladesh (s. 1886)
- 1982 – Carl Orff, nhà soạn nhạc người Đức (s. 1895)
- 1985 – Luther Terry, tướng Mỹ bác sĩ giải phẫu (s. 1911)
- 1986 – Harry Ritz, diễn viên, diễn viên hài người Mỹ (s. 1907)
- 1988 – Ted Kluszewski, vận động viên bóng chày người Mỹ (s. 1924)
- 1989 – Bernard Blier, diễn viên người Pháp (s. 1916)
- 1992 – Paul Henreid, diễn viên người Áo (s. 1908)
- 1994 – Bill Travers, diễn viên người Anh (s. 1922)
- 1995
  - Baltimora, ca sĩ người Anh (s. 1957)
  - Terry Moore, vận động viên bóng chày người Mỹ (s. 1912)
- 1996
  - Frank Daniel, nhà văn, người đạo diễn, nhà sản xuất, giáo viên người Séc (s. 1926)
  - Bill Goldsworthy, vận động viên khúc côn cầu trên băng người Canada (s. 1944)
- 1999 – Joe Williams, ca sĩ người Mỹ (s. 1918)
- 2001
  - Helge Ingstad, nhà thám hiểm người Na Uy (s. 1899)
  - John Lewis, nhạc Jazz nghệ sĩ dương cầm người Mỹ (s. 1920)
- 2003 – Carlo Urbani, người tìm ra SARS (s. 1956)
- 2005
  - Johnnie Cochran, luật sư người Mỹ (s. 1937)
  - Miltos Sahtouris, nhà thơ người Hy Lạp (s. 1919)
- 2006 – Salvador Elizondo, nhà văn người México (s. 1932)
- 2007 – Calvin Lockhart, diễn viên người Bahamas (s. 1934)
- 2020 – Shimura Ken, diễn viên hài người Nhật Bản (s. 1950)

## Ngày lễ và kỷ niệm

### Việt Nam
- Ngày Giải phóng thành phố Đà Nẵng (29/3/1975)

### Các quốc gia khác
- Ngày Liệt sĩ tại Madagascar (1947)
- Tiết Thanh niên (Youth Day) tại Đài Loan.